# VF Group-Bardiani CSF-Faizanè/2025
Deze pagina geeft een overzicht van de VF Group-Bardiani CSF-Faizanè-wielerploeg in 2025.

## Algemene gegevens
Sponsors:
Algemeen manager: Roberto Reverberi
Ploegleiders:
Fietsmerk: De Rosa
Kleding: Alé

## Renners
| Naam                    | Geboortedatum | Nationaliteit | Ploeg 2024                 |
| ----------------------- | ------------- | ------------- | -------------------------- |
| Federico Biagini        | 20-06-2003    | Italië        |                            |
| Filippo Cettolin        | 23-06-2006    | Italië        | Borgo Molino Vigna Fiorita |
| Luca Colnaghi           | 14-01-1999    | Italië        |                            |
| Lorenzo Conforti        | 22-05-2004    | Italië        |                            |
| Luca Covili             | 10-02-1997    | Italië        |                            |
| Edward Cruz             | 05-07-2006    | Colombia      | -                          |
| Santiago Ferraro        | 20-09-2006    | Italië        | Work Service Team Coratti  |
| Filippo Fiorelli        | 19-11-1994    | Italië        |                            |
| Martin Santiago Herreño | 13-09-2006    | Colombia      | Team F.lli Giorgi ASD      |
| Filippo Magli           | 29-04-1999    | Italië        |                            |
| Martin Marcellusi       | 05-04-2000    | Italië        |                            |
| Alessio Martinelli      | 26-04-2001    | Italië        |                            |
| Andrea Montagner        | 15-02-2006    | Italië        | Borgo Molino Vigna Fiorita |
| Luca Paletti            | 05-06-2004    | Italië        |                            |
| Alessandro Pinarello    | 12-07-2003    | Italië        |                            |
| Mattia Pinazzi          | 04-04-2001    | Italië        |                            |
| Vicente Rojas           | 30-04-2002    | Chili         |                            |
| Matteo Scalco           | 25-06-2004    | Italië        |                            |
| Mattia Stenico          | 26-09-2006    | Italië        | Team F.lli Giorgi ASD      |
| Manuele Tarozzi         | 20-06-1998    | Italië        |                            |
| Alex Tolio              | 30-03-2000    | Italië        |                            |
| Filippo Turconi         | 20-10-2005    | Italië        |                            |
| Enrico Zanoncello       | 02-08-1997    | Italië        |                            |

### Vertrokken
| Naam               | Geboortedatum | Nationaliteit | Ploeg 2025              |
| ------------------ | ------------- | ------------- | ----------------------- |
| Davide Gabburo     | 01-04-1993    | Italië        | ?                       |
| Riccardo Lucca     | 24-02-1997    | Italië        | ?                       |
| Giulio Pellizzari  | 21-11-2003    | Italië        | Red Bull-BORA-hansgrohe |
| Domenico Pozzovivo | 30-11-1982    | Italië        | Gestopt                 |
| Alessandro Tonelli | 29-05-1992    | Italië        | Team Polti VisitMalta   |
| Samuele Zoccarato  | 09-01-1998    | Italië        | Team Polti VisitMalta   |

## Overwinningen
| Tirreno-Adriatico Bergklassement: Manuele Tarozzi Trofeo Piva Filippo Turconi Giro della Città Metropolitana di Reggio Calabria Luca Colnaghi Ronde van de Abruzzen Puntenklassement: Filippo Fiorelli Ploegenklassement: *1) Ronde van Slovenië Ploegenklassement: *2) | Giro del Medio Brenta Filippo Turconi Grote Prijs van Poggiana Matteo Scalco |  |

*1) Ploeg Ronde van de Abruzzen: Colnaghi, Fiorelli, Magli, Marcellusi, Paletti, Scalco, Zanoncello
*2) Ploeg Ronde van Slovenië: Colnaghi, Cruz, Herreño, Paletti, Rojas, Scalco, Tolio
Burgos-Burpellet-BH · Caja Rural-Seguros RGA · Equipo Kern Pharma · Euskaltel-Euskadi · Israel-Premier Tech · Lotto · Q36.5 Pro Cycling Team · Team Flanders-Baloise · Team Novo Nordisk · Team Polti VisitMalta · Toscana Factory Team Vini Fantini · TotalEnergies · Tudor Pro Cycling Team · Unibet Tietema Rockets · Uno-X Mobility · VF Group-Bardiani CSF-Faizanè · Wagner Bazin WB
2000 · 2001 · 2002 · 2003 · 2004 · 2005 · 2006 · 2007 · 2008 · 2009 · 2010 · 2011 · 2012 · 2013 · 2014 · 2015 · 2016 · 2017 · 2018 · 2019 · 2020 · 2021 · 2022 · 2023 · 2024 · 2025